# Connie Simmons
Cornelius Leo Simmons, detto Connie (Newark, 15 marzo 1925 – New York, 15 aprile 1989), è stato un cestista statunitense, professionista nella BAA e nella NBA.
Era il fratello di Johnny Simmons.

## Palmarès
- Campione BAA (1948)
- Campionato NBA: 1

Syracuse Nationals: 1955